# Void
A Void 1980-tól 1984-ig tevékenykedett hardcore punk/crossover thrash együttes volt. 1980-ban alakultak meg a Maryland állambeli Columbiában. A zenekar volt az első olyan punkegyüttes, amely a hardcore-t ötvözte a heavy metal műfajjal, ezzel jelentős elismertséget vívtak ki maguknak. A nyolcvanas évek punk zenekarainak nagy részéhez hasonlóan a Void is tiszavirág életűnek számított, mindössze négy évig működtek. A punk műfaj rajongóinak körében azonban kultikus státusznak örvendenek. Fő zenei hatásukként a The Teen Idles-t és a Minor Threat-et jelölték meg, a "Void" nevet pedig a Black Sabbath "Into the Void" című számából kölcsönözték. Mindössze csak Bubba Dupree gitáros volt az egyetlen olyan tag, aki a Void feloszlása után is zenei karriert folytatott. A CBGB klubban is felléptek már, ahol a punk és heavy metal keresztezésével jelentős sikereket értek el.

## Tagok
- John Weiffenbach - ének (1981-1984)
- Bubba Dupree - gitár (1981-1984)
- Chris Stover - basszusgitár (1981-1984)
- Sean Finnegan - dobok (1981-1984)

## Diszkográfia
- Faith/Void Split (1982)
- Potion for Bad Dreams (1983, bootleg kiadvány)
- Condensed Flesh (demó/EP, 1992, posztumusz kiadás)